# 유진 (신창후)
유진(劉晉, ? ~ ?)은 전한 말기의 제후로, 연날왕의 현손이다.

## 행적
아버지 유뇨의 뒤를 이어 신창후(新昌侯)에 봉해졌으나, 전한이 멸망하여 작위가 박탈되었다.

## 출전
- 반고, 《한서》 권15하 왕자후표 下

| 선대 아버지 신창희후 유뇨 | 전한의 신창후 ? ~ 8년 | 후대 (전한 멸망) |